# Alton Bay Seaplane Base

i7
i11
i13
Alton Bay Ice Runway and Seaplane Base (FAA-LID: B18) ist ein saisonaler Flugplatz in Alton im Belknap County im Osten von New Hampshire, einem der Neuenglandstaaten der USA. Er steht der allgemeinen Luftfahrt offen.

## Übersicht
Die Tradition der Landebahn auf dem Eis reicht bis vor 1970 zurück. Laut AirNav LLC. wurde Alton Bay 1994 eröffnet. Es ist die einzige offiziell registrierte Eislandebahn der kontinentalen USA.

## Lage
Der Flugplatz liegt in der Lakes Region im Osten New Hampshires etwa 3,6 Kilometer nördlich vom Zentrum von Alton in 154 Metern Höhe auf 43-28-39.3 Nord und 71-14-13.2 West in einer Bucht des Lake Winnipesaukee. Die nächstgelegene Staatsstraße ist die New Hampshire Route NH-11.

## Anlage
Die Landebahn 1/19 wird bei geeigneten Bedingungen auf einer Länge von 792 Metern Länge und 30 Metern Breite geräumt, so dass der Betrieb ohne Ski möglich ist. Die Eisstärke beträgt dabei mindestens 12 Zoll, umgerechnet 30,48 Zentimeter. Die weitere Infrastruktur beschränkt sich auf einen Windsack und ein Aufwärmgebäude für Piloten. Der Windsack sowie die Markierungen werden bei sich verschlechternden Eisbedingungen, spätestens aber am 31. März eingeholt. Start und Landungen von Wasserflugzeugen haben nördlich einer schwimmenden Orchesterbühne stattzufinden. Der Anflug erfolgt in allen Richtungen visuell.

## Flugbewegungen
Zum Zeitpunkt der Erfassung (Januar 2019) bestand der Flugverkehr ausschließlich aus Zwischenlandungen. In einem Zeitraum von zwölf Monaten wurden insgesamt 350 Flugbewegungen erfasst (Stand 2023).